# 斯穆爾齊鄉
45°56′N 27°45′E / 45.933°N 27.750°E
斯穆爾齊鄉（羅馬尼亞語：Comuna Smulți, Galați），是羅馬尼亞的鄉份，位於該國東部，由加拉茨縣負責管轄，面積56平方公里，海拔高度212米，2007年人口1,510，人口密度每平方公里27人。